# 一山神社

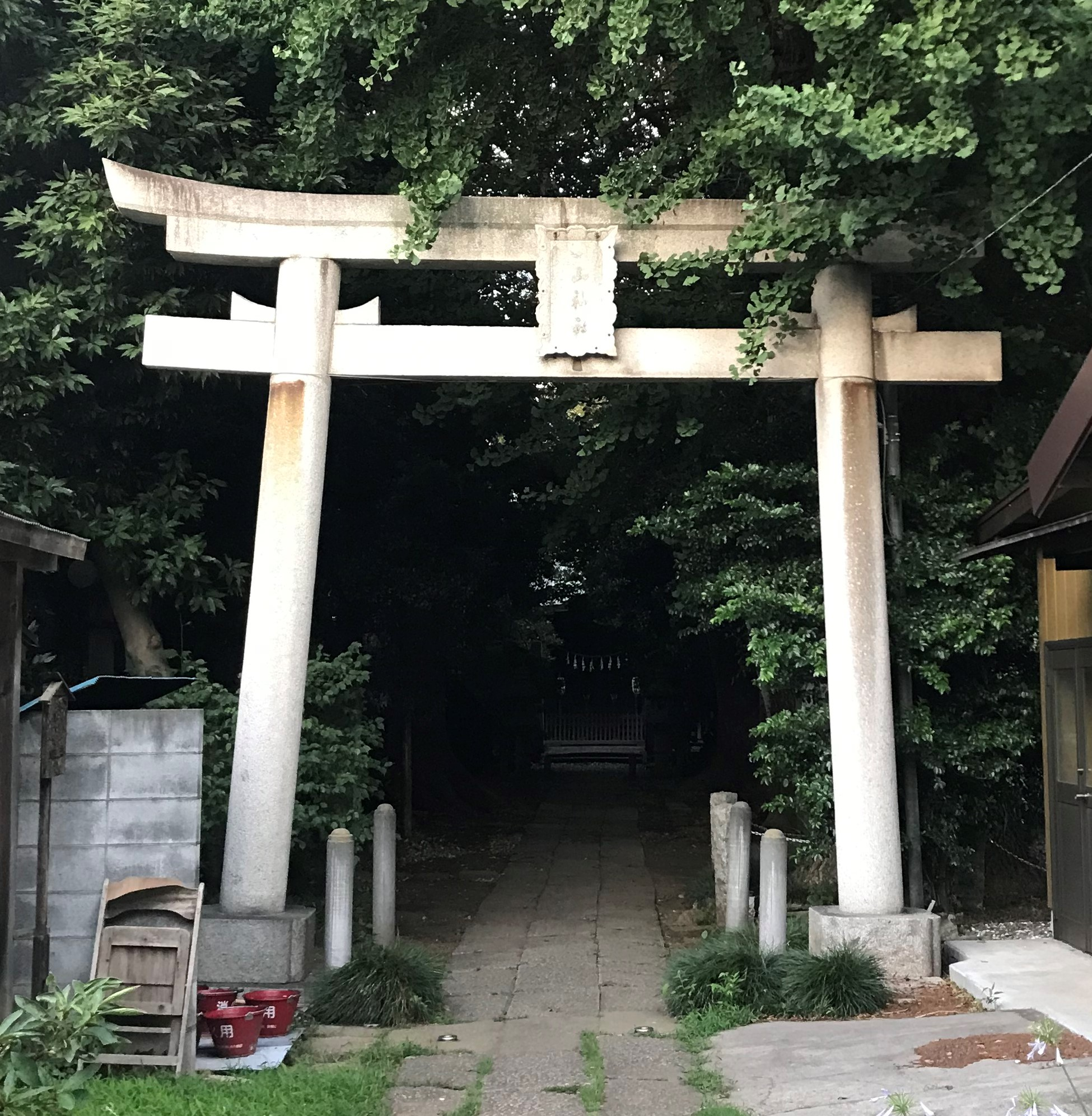
鳥居

一山神社（いっさんじんじゃ）は、埼玉県さいたま市中央区の神社。

## 歴史
江戸時代後期に創建された。御嶽山を霊山として崇める御嶽講によって建てられた。神社名は御嶽信仰の指導者「一山行者」に由来する。
当社は冬至の日に行われる「冬至祭」で知られている。柚子などを供えることから「ユズ祭り」とも呼ばれている。祭典の最後に、今年一年間の穢れを祓うために火渡りが行われる。

## 文化財
- 一山神社冬至祭（さいたま市指定無形文化財 平成12年6月20日指定）[2]

## 交通アクセス
- 北与野駅より徒歩12分。